# Eucyphonia seabrai
Eucyphonia seabrai är en insektsart som beskrevs av Albino Morimasa Sakakibara 1968. Eucyphonia seabrai ingår i släktet Eucyphonia och familjen hornstritar. Inga underarter finns listade i Catalogue of Life.